# Meander
Meander je izrazit rečni zavoj v obliki zanke, ki nastane v delu reke z zelo majhnim strmcem, pri čemer ima rečni tok kačasto obliko. Meander se ustvari, kadar premikajoča voda v strugi erodira zunanje bregove in razširi svojo dolino, notranji del reke pa ima manj energije in odlagala material. Tok katerega koli volumna lahko prevzame meandrsko obliko, izmenično erodira sedimente z zunanje strani krivine in jih odlaga na notranji strani. Če se meander odseka od glavnega toka, se oblikuje jezero ali mrtvica. Sčasoma se meandri selijo dolvodno, včasih v tako kratkem času, da predstavljajo probleme v gradbeništvu, ki poskuša vzdrževati stabilne ceste in mostove.
Še vedno ni popolne doslednosti ali standardizacije znanstvene terminologije, ki se uporablja za opis vodnih tokov. Obstajajo številni simboli in sheme. Parametri, ki temeljijo na matematičnih formulah ali numeričnih podatkih, se razlikujejo tudi glede na podatkovno bazo, ki jo uporablja teoretik. Če ni določeno drugače v določeni shemi, so tukaj 'vijugasti' in 'sinusoidni' sinonimi in pomenijo vsak ponavljajoči se vzorec ovinkov ali valovitih oblik. V nekaterih shemah 'meandriranje' velja le za reke s pretiranimi krožnimi zankami ali sekundarnimi meandri; to je, meandri na meandre.
Vijugavost je ena izmed tipov strug, ki jih lahko reka prevzame v celotnem ali delnem toku. Vsi tokovi so v določenem času sinusni v svoji geološki zgodovini na delu njihove dolžine. Sinusnost meandrianega toka se nagiba h kritičnemu stanju, pri katerem nasprotne sile, ki ustvarjajo in odrežejo meandre, medsebojno delujejo tako, da vijugavost niha okoli konstantne sredine, ne glede na začetne pogoje.

## Izvor besede
Izraz izhaja od reke Meander (turško Büyük Menderes), ki teče v današnji Turčiji in je znana starim Grkom kot Μαίανδρος Maiandros (latinsko Maeander), za katero je značilna zelo zavita pot v spodnjem toku. Tako je že v klasični Grčiji ime reke postalo sopomenka za karkoli zavitega in vijugastega, kot so dekorativni vzorci ali govor in ideje, pa tudi geomorfološka značilnost. Strabon je rekel: »... njena pot je tako izrazito vijugava, da se vse vijugavo imenuje meander«.
Reka Veliki Meander teče južno od Izmirja in vzhodno od antičnega grškega mesta Milet v Turčiji. Teče skozi sotesko v masivu Menderes, vendar ima poplavno ravnino veliko širšo od meandrskega območja v spodnjem toku.

## Fizika
Ko tekočina teče po ravnem kanalu, ki nato zavije, stranske stene spremenijo gradient tlaka, ki povzroči, da tekočina spremeni smer in sledi krivini. Od tu se pojavita dva nasprotujoča procesa: (1) rotacijski tok in (2) sekundarni tok. Za reko z 'meandri' mora prevladovati sekundarni tok.
Rotacijski tok: po Bernoulijevih enačbah visok pritisk povzroči nizko hitrost. Zato v odsotnosti sekundarnega pretoka pričakujemo nizko hitrost tekočine na zunanji krivini in visoko hitrost tekočine na notranji krivini. Ta klasični rezultat mehanike tekočine je rotacijski vrtinčasti tok. Pri rekah, ki vijugajo v meandrih, nad njegovimi učinki prevladujejo učinki sekundarnega pretoka.
Sekundarni tok: med tlačnimi silami obstaja sila ravnovesja, ki kaže na notranjo krivino reke in centrifugalne sile, ki kažejo na zunanji ovinek reke. V kontekstu prevladujočih rek obstaja mejna plast znotraj tanke plasti tekočine, ki je v stiku z rečnim dnom. Znotraj te plasti in po standardni teoriji mejnih plasti je hitrost tekočine dejansko nič. Zato je tudi centrifugalna sila, ki je odvisna od hitrosti, dejansko nič. Tlačna sila pa ostane nespremenjena z mejno plastjo. Zato v mejni plasti prevladuje tlačna sila in tekočina se premika vzdolž dna reke od zunanjih do notranje krivine. S tem se sproži helikoidni tok: vzdolž rečnega dna tekočina približno sledi krivulji kanala, vendar je prisiljena tudi proti notranjemu upogibu; dlje od rečnega dna tekočina prav tako v grobem sledi krivulji kanala, vendar je do neke mere prisiljena od znotraj navzven. Nenazadnje je hitrost navzdolnje tekočine konvektivno prenešena na zunanjo krivino, kar ima za posledico večje hitrosti pri zunanji krivini. Ta učinek sekundarnega pretoka prevladuje nad vplivom rotacijskega toka: v resničnih vijugastih rekah opazujemo višje hitrosti tekočine na zunanjih ovinkih.
Višje (nižje) hitrosti na zunanjem (notranjem) zavoju povzročijo višje (nižje) strižne napetosti in posledično povzročijo erozijo (odlaganje). Tako meandrski zavoji erodirajo na zunanjem ovinku, zaradi česar reka postaja vse bolj vijugasta (dokler ne pride do prekinitev). Odlaganje na notranji krivini poteka tako, da je pri večini naravnih meandrirajočih rek širina toka konstantna, tudi če se reka razvija.

## Geometrija
Tehnični opis vodotoka, ki meandrira, se imenuje geometrija meandra ali geometrija tlorisa meandra.  Značilna je kot nepravilna oblika valov. Idealne oblike zavojev, kot je sinusni val, so ene črte, vendar je treba pri tokovih upoštevati širino. Širina brežine je razdalja preko struge s povprečnim prečnim prerezom na ravni celotnega toka, ki se po navadi ocenjuje po liniji najnižje vegetacije.
Kot oblika valov meandriranega toka sledi smeri dolinske osi, ravni črti, nameščeni na krivuljo, tako je vsota vseh amplitud, izmerjenih od nje, enaka nič. Ta os predstavlja celotno smer toka.
Pri kateremkoli prečnem preseku sledi sinusoidni osi, središčnici postelje. Dva zaporedna križišča osončenih in dolinskih osi določata meandrovo zanko. Meander je dve zaporedni zanki, ki kažejo v nasprotnih prečni smeri. Razdalja enega meandra vzdolž osi dol doline je dolžina meandra ali valovna dolžina. Največja razdalja od osi navzdol-doline do osi svinčene zanke je širina meandra ali amplituda. Tečaj na tej točki je vrh.
V nasprotju s sinusnimi valovi so zanke meandirnega toka bolj okrogle. Ukrivljenost se razlikuje od maksimuma pri vrhu do nič na prehodu (linija struge), imenovano tudi pregib, ker ukrivljenost spreminja smer v tej bližini. Polmer zanke je ravna črta, ki je pravokotna na dolinsko os, in seka sinusno os na vrhu. Ker zanka ni idealna, so potrebne dodatne informacije, ki jih je treba opisati. Umeritveni kot je kot med sinusno in dolinsko osjo v kateri koli točki na sinusni osi.
Na meandru razlikujemo vrat (najkrajši razmak med konkavno obalo enega meandra) in dolžino - oddaljenost na reki od začetka do konca vrata. V času poplav voda preliva meander in steče po krajši poti. Tako odsekani meandri se spremenijo v rečno jezero ali mrtvico.

## Oblikovanje
Formacija meandra je rezultat naravnih dejavnikov in procesov. Konfiguracija valovnih oblik toka se nenehno spreminja. Tekočina teče okrog zavojev v vrtincu.  Ko struga začne slediti sinusoidni poti, se amplituda in konkavnost zank dramatično povečata zaradi učinka spiralno pretočenega gostega erodiranega materiala proti notranjosti zavoja in pusti, da je zunanja stran zavoja nezaščitena in zato občutljiva na pospešeno erozijo, ki tvori pozitivno povratno zanko. Po besedah Elizabeth A. Wood :
»... ta proces oblikovanja meandrov se zdi samoučinkovit proces ... v katerem večja ukrivljenost povzroči večjo erozijo brežine, kar ima za posledico večjo ukrivljenost ...«
Prečni tok vzdolž struge je del sekundarnega pretoka in gladi erodiran material proti notranjosti zavoja. Nato se prečni tok dvigne do površine v notranjosti in teče proti zunanji strani in tvori vijačni tok. Večja je ukrivljenost zavoja in hitrejši tok, večji in močnejši je prečni tok. 
Zaradi ohranitve vrtilne količine je hitrost na notranji strani zavoja hitrejša kot na zunanji strani.
Če je hitrost toka zmanjšana, je zmanjšan tudi centrifugalni tlak. Vendar pa prevladuje tlak super-povišanega stolpa, pri čemer se razvije neuravnoteženi gradient, ki premika vodo nazaj čez dno od zunaj do notranje strani. Pretok se napaja z nasprotnim tokom čez površino od znotraj navzven. Celotna situacija je zelo podobna paradoksu čajnega lista. Ta sekundarni tok nosi usedline od zunaj krivine do notranjosti, zaradi česar je reka bolj meandrirana. 
V zvezi s tem, zakaj tokovi katere koli velikosti postanejo sinusoidni, obstajajo številne teorije, ki se ne nujno medsebojno izključujejo.

### Teorija ravnotežja
V teoriji ravnotežja meandri zmanjšujejo gradient toka, dokler ni doseženo ravnotežje med erodibilnostjo terena in transportno zmogljivostjo toka.  Masa vode, ki se spušča, mora oddati potencialno energijo, ki se glede na isto hitrost na koncu kapljice, kot na začetku, odstrani z interakcijo z materialom struge. Najkrajša razdalja; to je ravna struga, privede do najvišje energije na enoto dolžine, večje motnje brežin, ustvarjanje več usedlin in obogatitev toka. Prisotnost meandrov omogoča toku, da prilagodi dolžino do ravnovesne energije na enoto dolžine, v kateri tok odnese ves sediment, ki ga ustvari.

### Geomorfna in morfotektonska teorija
Geomorfna se nanaša na površinsko strukturo terena. Morfotektonična sredstva so povezana z globljo ali tektonsko strukturo kamnine. Funkcije, vključene v te kategorije, niso naključne in usmerjajo tokove v nezanesljive poti. To so napovedljive ovire, ki spodbujajo oblikovanje meandra, tako da zavračajo tok. Tok, na primer, se lahko usmeri v linijo preloma.

## Mehanična erozija
Večina meandrov se pojavlja v delu rečne struge z majhnimi nakloni, dobro razvitimi poplavnimi ravnicami in kohezivnim plavajočim materialom. Odlaganje sedimentov se pojavi na notranjem robu, ker sekundarni tok reke odnaša in kotali pesek, kamenje in druge potopljene predmete preko struge reke proti notranjemu radiju rečnega zavoja. Erozija je večja na zunanjem delu zavoja, kjer tla niso zaščitena s peskom in kamenjem. Tok na zunanjem zavoju je učinkovitejši pri eroziji nezaščitenih tal, notranji zavoj pa prejema stalno naraščajoče depozite peska in kamnin, meander pa raste v smeri zunanje krivine, ki tvori majhen klif. To lahko vidimo na območjih, kjer na bregovih rek rastejo vrbe; na notranjosti meandrov so vrbe pogosto daleč od brežine, medtem ko so na zunanji strani zavoja korenine vrbe pogosto izpostavljene in spodrezane, sčasoma drevesa padejo v reko. To dokazuje gibanje reke.